# Acacia kydrensis
Acacia kydrensis é uma espécie de leguminosa do gênero Acacia, pertencente à família Fabaceae.